# Anișoara Sorohan
Anișoara Sorohan (Târgu Frumos, 9 febbraio 1963) è un'ex canottiera romena.

## Palmarès

### Olimpiadi
- 2 medaglie:
  - 1 oro (Los Angeles 1984 nel quattro di coppia)
  - 1 bronzo (Seul 1988 nel quattro di coppia)

### Mondiali
- 2 medaglie:
  - 1 argento (Nottingham 1986 nel quattro di coppia)
  - 1 bronzo (Hazewinkel 1985 nel quattro di coppia)